# ホモ・ケプラネンシス
ホモ・ケプラネンシス（Homo cepranensis）は、1994年に1つの頭蓋骨が見つかったヒト属に対
して提案されている名前である。この化石は、ローマから89km南西のフロジノーネ県近くの町で考古学者のItalo Biddittuによって発見され、「チェプラーノ・マン」というニックネームが付けられた。
化石の年代は35万年前から50万年前と推定された。Muttoniらは45万年以前のものだと主張している。頭骨の特徴から、ホモ・エレクトスとホモ・ハイデルベルゲンシスの中間だと考えられている。しかし、詳細を分析するのに十分なサンプルは得られていない。